# Йоан Левиев
Йоа̀н Иса̀ков Левѝев е български художник от еврейски произход. Брат е на джаз-музиканта Милчо Левиев.

## Биография
Роден е на 31 октомври 1934 г. в Пловдив в еврейско семейство. През 1958 г. завършва специалност монументално-декоративна живопис в Художествената академия в класа на проф. Георги Богданов.
Работи в областта на стенните изкуства – монументална и декоративна стенопис, сграфито и мозайка, сценографията, кавалетната живопис и илюстрацията.
От 1960 г. взима редовно участие в пловдивските окръжни изложби, в младежките биеналета в Париж (1961, 1963), Шчечин (1965), в общите художествени изложби на СБХ и в представителни изложби на българското изобразително изкуство в чужбина. От 1970 г. нататък урежда множество самостоятелни изложби в Пловдив, София, Варна, Варшава, Прага, Лос Анджелис.
Левиев е член на новаторската пловдивска школа на 60-те години на 20-и век – група, в която влизат още Енчо Пиронков, Георги Божилов, Димитър Киров, Колю Витковски и Христо Стефанов, известни като Априлското поколение.
Умира на 11 март 1994 г.

## Творчество
Творби на Йоан Левиев са притежание на Националната художествена галерия, Софийската градска художествена галерия, галерии в страната и чуждестранни сбирки. Народната библиотека „Иван Вазов“ в Пловдив съхранява колекция от негови проекти за монументални творби.

### Сценография
Оперни постановки:
- „Антигона 43“ от Любомир Пипков,
- „Юлска нощ“ от Парашкев Хаджиев,
- „Рицарят“ от Парашкев Хаджиев,
- „Палячи“ от Руджеро Леонкавало.

Постановки на балетите:
- „Любовна магия“ от Мануел де Файя,
- „Панаир в Пловдив“ от Жул Леви и др.

### Монументални и декоративни творби[2]
- Сграфитни пана – фасада на Дом на покойника, Пловдив, арх. Любомир Шинков (1959 – 1961)
- „Из икономическата история на Пловдив“ – стенопис (секо), заседателна зала в хотел „Марица“, Пловдив (1963)
- „Човек и земя“ – стенопис (фреско), Висш Селскостопански институт „Васил Коларов“, Пловдив (1967)
- „Юрий Гагарин“ – мозаечно пано, камък, Международен панаир Пловдив (1970)
- „Човекът и архитектурата“ – стенопис (фреско), Строителен техникум, Пловдив (1972)
- „Вазов – „Под игото“ и драмите“ – стенопис (фреско) – централната част от стенописта (секо) „Вазов и неговите произведения“, Народна библиотека „Иван Вазов“, Пловдив, в съавторство с Георги Божилов, Христо Стефанов, арх. Мария Милева (1974)
- Стенопис (фреско) – централно фоайе на Профсъюзен дом на културата, Пловдив (1975)
- Мозайка (смалт, злато и керамика) – Посолство на НРБ в Бон, ФРГ, в съавторство с Христо Стефанов (1975)
- Стенопис – Новотел Пловдив (1979)
- „Борбите и победата на Партията“ – интериорна монументално-декоративната композиция – стена по контура на кръглата централна Тържествена (ритуална) зала, диаметър около 42 м, размери около 131/5 м в Дома-паметник на Партията (БКП) на връх Бузлуджа, мозайка, смалт и злато, в съавторство с Христо Стефанов, арх. Георги Стоилов (1981)[2]
- „Човекът и мирът“ – стенопис (секо), Зала 8, Народен дворец на културата „Людмила Живкова“ (НДК), София (1981)
- Мозайка, зала за подписване на договори в Министерство на външните работи (България), арх. Богдан Томалевски, София (1983)
- Стенопис (фреско), училище, Хасково (1983)
- Стенопис (секо), ресторант „Пловдив“ в Лайпциг, ГДР, с арх. Вагнер (1985)

## Награди и отличия
За творчеството си Левиев е удостоен с множество отличия, сред които награди на Община Пловдив през 1968 и 1971 г., орден „Кирил и Методий“ – I степен (1970), награди на СБХ за живопис (1970, 1971, 1978) и за монументално изкуство (1979, 1983). Присъдено му е държавното звание „Заслужил художник“.

## Основна библиография
- Чулова-Маркова, Д., Непознатият Йоан Левиев. Живот и творчество, София, 2007
- Чулова-Маркова, Д., „Стенописната украса на увеселителни заведения в град Пловдив като легитимация на творческа общност сред пловдивската група на художниците“. Сборник Кафене Европа, 2007
- Чулова-Маркова, Д., „Измерения на историческа памет в две сграфитни пана от Йоан Левиев на фасадата на Исторически музей в град Перущица“, сб. Перущица гласове от миналото, настоящето и бъдещето, т.7, 2006, изд. ИМН, Пловдив.
- Чулова-Маркова, Д., „История и митология в творчеството на пловдивските художници монументалисти през 60-те-80-те години на ХХ век“, сп. Минало, кн.3/4, 2004 г.
- Чулова-Маркова, Д., „Йоан Левиев – споделената стихия“, в. Култура, бр. 40/41 от 29 октомври 2004 г.
- Чулова-Маркова, Д., „Непознатият Йоан Левиев (1934 – 1994) – монументалистът на страниците на книгата“, сп. Проблеми на изкуството, 2001, кн.3
- Маразов, Иван, „Иван Левиев“, София, 1980